# Love me, I love you
「love me, I love you」（ラヴ・ミー・アイ・ラヴ・ユー）は、日本の音楽ユニット・B'zの楽曲。1995年7月7日にBMGルームスより17作目のシングルとして発売された。

## 概要
前作『ねがい』からわずか1か月のインターバルで発表されたシングルで、カセットテープと同時発売された最後のシングルである。
ライブツアー『B'z LIVE-GYM Pleasure '95 "BUZZ!!"』の初日に発売日を合わせた関係で金曜日の発売となった。
B'zロゴは前作『ねがい』で使われたものを細長く引き延ばして色を付けたデザインとなっている。
発売日が金曜日であったが故にオリコンの集計期間が短かったため、初動売上は前作を大幅に下回ったが、14thシングル『Don't Leave Me』以来となる2週以上の連続1位獲得作となった。
オリコン、日本レコード協会の集計では共に売上が100万枚を突破し、日本の音楽史上初めてオリコンシングル連続ミリオンセラー作品数が10作を突破した。

## 収録曲
| 全作詞: 稲葉浩志、全作曲: 松本孝弘。 |                         |           |            |                              |      |
| #                                    | タイトル                | 作詞      | 作曲・編曲 | 編曲                         | 時間 |
| 1.                                   | 「love me, I love you」 | 稲葉浩志  | 松本孝弘   | 松本孝弘・池田大介           | 3:19 |
| 2.                                   | 「東京」                | 稲葉浩志  | 松本孝弘   | 松本孝弘・明石昌夫・池田大介 | 4:08 |
| 合計時間:                            | 合計時間:               | 合計時間: | 7:27       |                              |      |

## 楽曲解説
1. love me, I love you
  - 2006年に「衝動」が発売されるまで10年以上の間、最も演奏時間の短いシングル曲だった[注釈 1]。
  - PVは札幌市で撮影され、稲葉がスーツ姿で歩くシーンは大通公園や札幌ラーメン横丁、松本がギターを弾くシーンはすすきののディスコやキャバレーで撮影された[3]。
  - 8thアルバム『LOOSE』には、打ち込みだったベースが生音に変えられ、新しいコーラスが追加された別バージョンが収録されている[4]。
  - 発売から10年後の2005年、シングル『愛のバクダン』のプロモーションで出演した『ミュージックステーション』では「愛のバクダン」[5][注釈 2]、『僕らの音楽』では「愛のバクダン」と「Fever」と共にこの曲が演奏された[7]。
2. 東京
  - オリジナル・アルバム未収録だが、マスト・アルバム『B'z The "Mixture"』にリミックスバージョンが収録された。

## タイアップ
- テレビ朝日系木曜ドラマ『外科医柊又三郎』主題歌（#1）

## 参加ミュージシャン
- 松本孝弘:ギター、全曲作曲・編曲
- 稲葉浩志:ボーカル、全曲作詞
- 明石昌夫:ベース・編曲（#2）
- 池田大介:全曲編曲
- 青山純:ドラム
- 小野塚晃:ピアノ（#2）
- 勝田かず樹:サックス（#1）
- 佐々木史郎:トランペット（#1）
- 小林太:トランペット（#1）
- 中路英明:トロンボーン（#1）
- 岩切玲子:コーラス（#1）
- 古川真一:コーラス（#2）
- HIIRO Strings:ストリングス

## 収録アルバム
love me, I love you
- LOOSE (with G Bass)
- B'z TV STYLE II Songless Version (TV STYLE)
- B'z The Best "Pleasure"
- B'z The Best "ULTRA Pleasure"
- B'z The Best XXV 1988-1998

東京
- B'z The "Mixture" (-Mixture mix-)

## ライブ映像作品
love me, I love you
- "BUZZ!!" THE MOVIE
- a BEAUTIFUL REEL. B'z LIVE-GYM 2002 GREEN 〜GO★FIGHT★WIN〜
- B'z The Best "ULTRA Pleasure"（特典DVD）
- B'z LIVE-GYM 2010 "Ain't No Magic" at TOKYO DOME
- B'z LIVE-GYM 2005 -CIRCLE OF ROCK-
- B'z COMPLETE SINGLE BOX（特典DVD）
- B'z LIVE-GYM Pleasure 2018 -HINOTORI-
- B'z SHOWCASE 2020 -5 ERAS 8820- Day1〜5